# Andrea Petković
Andrea Petković (szerbül: Андреа Петковић) (Tuzla, 1987. szeptember 9. –) szerb származású német hivatásos teniszezőnő.
2006–2022 közötti profi pályafutása során egyéniben hétszer, párosban egy alkalommal győzött WTA-tornán, emellett kilenc egyéni és három páros ITF-tornán végzett az első helyen. A Grand Slam-tornákon a legjobb eredményeit 2014-ben érte el, amikor egyéniben a Roland Garroson, párosban pedig a wimbledoni tornán jutott az elődöntőig. 2014-ben megnyerte az év végi WTA Tournament of Championst. 2007-től a német Fed-kupa-válogatott tagja volt.
2008 januárjában súlyos térdsérülést szenvedett az Australian Open első fordulójában, mivel egy rossz mozdulat következtében elszakadt az egyik keresztszalagja. Emiatt nyolc hónapig nem versenyzett, s a kilencvenkettedikről a négyszázhatvanötödik helyre esett vissza az egyéni világranglistán. A 2009-es szezon közepére visszakerült a legjobb százba, s kiegyensúlyozott teljesítményének köszönhetően ezt követően is folyamatosan egyre előrébb lépett. Egyéniben a legelőkelőbb helyezését 2011 októberében érte el, amikor kilencedik volt a világranglistán, míg párosban a legjobbjaként 2014. július 14-én a 46. helyen állt.
A 2012-es szezon jelentős részét is kénytelen volt kihagyni, mivel az év során három különböző súlyos sérülést is elszenvedett. Januárban a folyamatos hátfájdalmai miatt elvégzett orvosi vizsgálat fáradásos törést állapított meg a gerince alsó tájékán. Három hónapig tartó felépülést követően tért vissza, április végén azonban mérkőzés közben aláfordult a jobb bokája, aminek következtében két bokaszalagja elszakadt, kettő másik pedig meghúzódott. Augusztus végén versenyzett legközelebb. Az év utolsó napjaiban pedig térdsérülést szenvedett, emiatt a következő szezon első két hónapja szintén felépüléssel telt számára.
Petković a hatodik német teniszezőnő, akinek sikerült bejutnia a Top 10-be, s az 1998-as szezon óta az első volt, aki az évet is ott zárta. 2011-ben a miami torna negyedik fordulójában legyőzte a világelső Caroline Wozniackit, ezzel tizenkét év szünet után először sikerült személyében egy német játékosnak diadalmaskodni a világranglista vezetője felett.
2022 augusztusában jelentette be visszavonulását a profi tenisztől.

## Magánélete
Andrea Petković 1987-ben született szerb szülők gyermekeként az akkor még létező Jugoszláviában, a ma Bosznia-Hercegovina területén található Tuzlában. Édesapja, Zoran Petković ismert teniszjátékos volt, aki korábban a jugoszláv Davis-kupa-csapatban is játszott. Mivel azonban nem ért el komolyabb sikert, úgy döntött, Németországba megy dolgozni, s magával vitte a családját is, feleségét, Amirát, és a hat hónapos Andreát. A tervek szerint csupán néhány évet töltöttek volna ott, de a hazájukban egyre növekvő feszültség és az időközben kitörő délszláv háború miatt Darmstadtban maradtak. Közben a család újabb kislánnyal bővült, megszületett Anja, aki három évvel fiatalabb nővérénél.
Andrea hatévesen kezdett el teniszezni. Apja tanította meg neki a játék alapjait, rendszeresen edzette is, azt azonban nem akarta, hogy hivatásos teniszező váljon a lányából, mert attól tartott, neki is ugyanazok a keserű tapasztalatok jutnának, amelyeket egykor ő is átélt. Andrea ugyan egyre több versenyen indult el, és sokat hiányzott az iskolából is, az érettségi vizsgáig azonban maga is mindenképpen el akart jutni, ezért 16 évesen még az Adidas cég szerződésajánlatát is visszautasította, mert ez az elköteleződés profi karriert feltételezett volna. Az érettségi vizsgát 2006 tavaszán tette le, kiváló eredménnyel, s ezt követően lépett be a hivatásos teniszezők világába. E döntését sem szánta ugyanakkor véglegesnek. Azt a feltételt szabta magának, hogy ha két éven belül nem sikerül bejutnia a világranglistán az első ötvenbe, visszatér a civil életbe.
Két évvel később azonban éppen egy súlyos sérülésből lábadozott. 2008 januárjában az Australian Open első fordulójában egy rossz mozdulat következtében a jobb térdében elszakadt egy keresztszalag,[V1] és mivel bizonytalanná vált karrierjének folytatása, röviddel később politológiatanulmányokba kezdett. A sérülésből való felépülés során azonban végleg a profi tenisz mellett döntött, s mindenképpen vissza akart térni.
Politológiatanulmányait levelező tagozaton az Észak-Rajna–Vesztfáliában található hageni egyetemen folytatja jelenleg is. A szakirány megválasztásában a legfontosabb szerepet szülőhazája sorsa játszotta. Mindig tudni akarta, milyen folyamatok vezettek az egykori Jugoszlávia széteséséhez. Élénken érdekli ugyanakkor Németország politikai élete is, és úgy tervezi, hogy miután befejezi profi teniszezői pályafutását, előbb újságírói, majd politikai pályára fog lépni. Gyakran előfordul, hogy két mérkőzés között is tanulással tölti az idejét, amit egyáltalán nem érez kényszernek. Néhány kritikusa szerint ugyan sokkal jobb eredményekre lenne képes, ha nem terhelné magát a teniszhez nem kötődő tevékenységekkel, ő azonban úgy érzi, számára nagyon fontos nemcsak a test, hanem a szellem trenírozása is, mert enélkül gyengébben teljesítene a pályán.
A tanulástól függetlenül is szeret olvasni. Kedvenc szerzői Goethe és Oscar Wilde. Nagyon közel áll hozzá a zene is, kedvenc műfajai a rock és a funk. Bevallása szerint ha annyi tehetsége lenne a zenéhez, mint a teniszhez, gondolkodás nélkül az előbbit választaná hivatásként. Ez a vonzódása a teniszpályán is megmutatkozik. A 2010-es US Opentől kezdve több mint fél éven át minden győztes mérkőzése után bemutatott egy táncot a pályán, a nagy közönségsikert arató úgynevezett Petko Dance-t,[V2] amelyről egyik zenész barátja még dalt is írt. Rövid szünet után – megváltozott koreográfiával – folytatta ezt a szokását.
Írásban és szóban ugyancsak szívesen fejezi ki magát. Profi karrierjének kezdetétől egészen 2011 elejéig rendszeresen írt beszámolókat a világ egyik legtekintélyesebb napilapjának számító Frankfurter Allgemeine Zeitung online kiadásába, és más honlapokon is tudósított magáról. Saját honlapján gyakran jelentet meg többnyire humoros hangvételű videóblogokat.
Temperamentumát, érzelmeit saját bevallása szerint nagyban meghatározza szerb származása. Ezzel kapcsolatban a következőt nyilatkozta: „Nyilvánvalóan német vagyok, de mindig azt vallom, hogy a lelkem továbbra is szerb. A németek általában hűvösek, tartózkodóak, én azonban lobbanékony és szenvedélyes természetű vagyok.” Németországhoz fűződő viszonya inkább intellektuális jellegű: „Nagyra becsülöm Németországot. A Balkán-térséget jellemző múltbeli problémák fényében nagyon nagyra tartom az ottani politikai rendszert, a médiát, a szabad sajtót.[...] Úgy érzem, én is része vagyok a »rendszernek«, otthon érzem magam.” A német állampolgárságot 2001-ben kapta meg. Németül, angolul, franciául és szerbül beszél.

## Játékstílusa

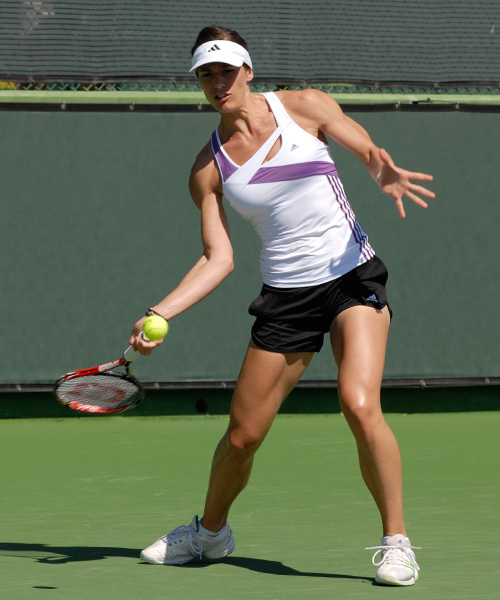
Petković tenyerese

Petković az agresszív, támadó stílusú teniszezők közé tartozik. A hálóhoz viszonylag keveset megy fel, inkább alapvonal-játékosnak mondható. Adogatása kiváló, bár az elvégzése közbeni mozgáskoordinációjában még fejlődnie kell. Az alapvonalról általában nagyon erősen megüti a labdát, főleg, ha még bele is tud állni a mozdulatba. Ebből következően ritkán szokott nyesni. A női mezőny legjobb fizikumú játékosai közé tartozik. A lábmunkáján azonban még feltétlenül javítania kell.
Tenyeres ütőfogása a legtöbb profi játékoshoz hasonlóan közép-nyugati, amellyel laposan, megpörgetve tudja visszaütni a labdát. Ha éppen nem kell nyújtózkodnia egy labdáért, a tenyerest a testéhez viszonylag közel üti meg, eléggé behajlított könyökkel. Ennél az ütőfogásnál általában nem tanácsos így visszaadni a labdát, de nála a jelek szerint jól működik, ráadásul ez a kedvenc ütése.
A fonákja ennek ellenére erősebbnek tűnik, mint a tenyerese. A legfeltűnőbb pozitívum, hogy a magasra pattanó labdákat is remekül meg tudja vele ütni. Testtartása és mozgása kiválóan megfelel ennek az ütésfajtának a kivitelezéséhez.
Mentálisan az utóbbi időben sokat fejlődött. Tizenévesen gyakran törte az ütőket, de apja türelmének köszönhetően mára jórészt lenyugodott. A fejlődésre azonban továbbra is szüksége van, mert még nem elég stabil a játéka. Az alacsonyabban rangsorolt játékosok ellen rendre hozza magát, de általában túl sok energiát pazarol el a legyőzésükre, mert gyakran ront el könnyű ütéseket jól felépített labdamenetek végén. Bárkit képes legyőzni, de annak érdekében, hogy a legerősebb játékosok ellen is sorozatosan nyerni tudjon, csökkentenie kell az ellenfélnek ajándékozott pontok számát. Mentális felkészítésével külön szakember foglalkozik.

## Pályafutása

### Első évek
Petković nem egészen 13 évesen, 2000 júniusában indult el az első junior versenyén, egy frankfurti torna selejtezőjében, s egy mérkőzést sikerült megnyernie. Öt éven keresztül játszott a juniorok között, ez idő alatt egyéniben egy, párosban két tornagyőzelmet szerzett. Már 2002-ben próbára tehette magát a felnőttek mezőnyében. Áprilisban, majd szeptemberben szabadkártyával elindult a Tier II-es hamburgi, illetve lipcsei tornák selejtezőjében, ám mérkőzést nem sikerült nyernie.
A felnőttek között 2004-től kezdett rendszeresen játszani. Ebben az esztendőben nyerte meg első két ITF-tornáját. 2005-ben újra elindult néhány WTA-torna selejtezőjében, de öt mérkőzéséből ötöt elveszített. Két újabb ITF-győzelem jelenthetett csak némi vigaszt számára ebben az évben.
2006 májusában sikerült először mérkőzést nyernie egy WTA-torna selejtezőjében, amikor a Tier I-es berlini versenyen három játszmában legyőzte az ukrán Katerina Bondarenkót. A következő mérkőzésen azonban két szettben vereséget szenvedett az orosz Jelena Vesznyinától. Szeptemberben Szófiában megnyerte ötödik ITF-tornáját is, néhány héttel később pedig a Hasseltben rendezett Tier III-as torna selejtezőjében először győzött le egy Top 100-as játékost, az olasz Maria Elena Camerint. Ekkor sikerült először feljutnia egy WTA-torna főtáblájára is, igaz, szerencsés vesztesként (azaz a selejtező utolsó körében vereséget szenvedett, de visszalépések miatt mégis játékjogot kapott), ám az első fordulóban két szettben kikapott a világranglista tizennegyedik helyén álló szerb Ana Ivanovićtól.

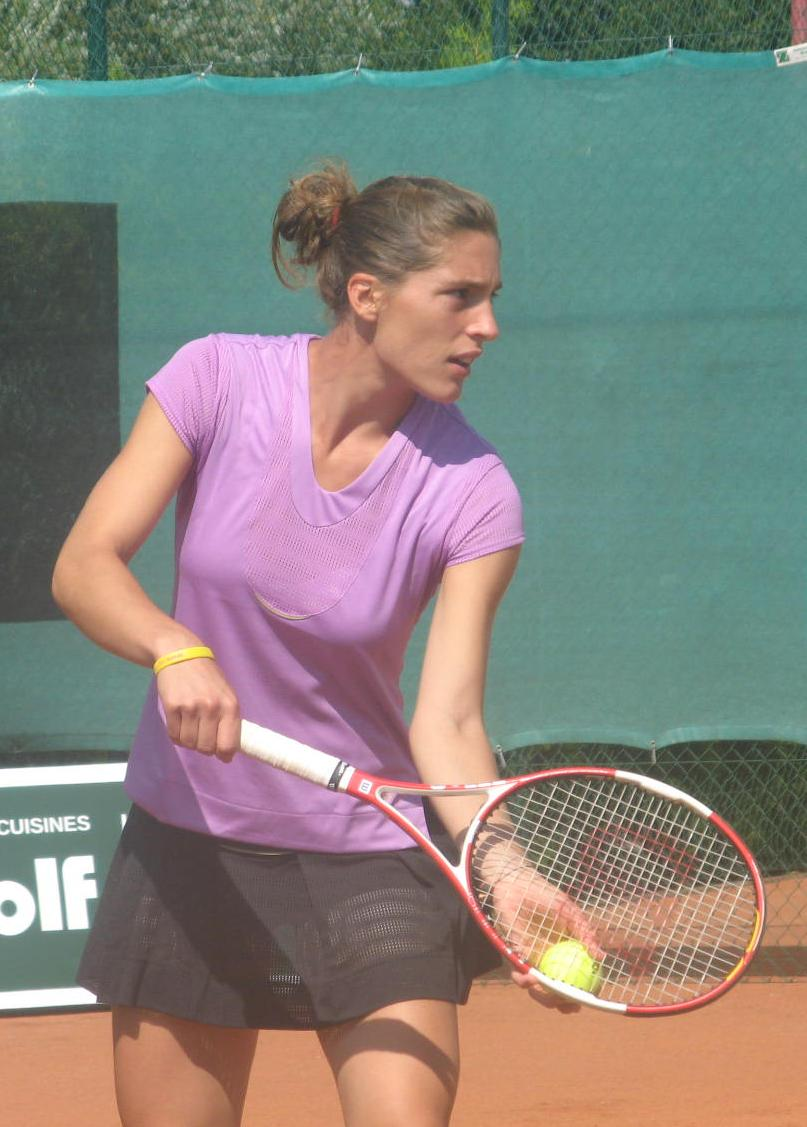
2007-ben egy luxemburgi ITF-tornán

### 2007
Áprilisban Barbara Rittner szövetségi kapitány meghívására először szerepelhetett a német válogatott színeiben. A Fed-kupa második Világcsoportjának első körében a horvátokkal kerültek szembe, s Petković a már tét nélküli páros mérkőzésen léphetett pályára, amelyet Tatjana Malekkel az oldalán meg is nyert (a németek 4–1-re győztek a párharc során).
Ebben az esztendőben részt vett élete első Grand Slam-tornáján is, mivel ranglistahelyezésének (150.) köszönhetően felkerült a Roland Garros selejtezőtáblájára. Első kiugró eredményét éppen itt érte el, mivel játszmát sem veszítve jutott fel a főtáblára, az első fordulóban pedig 4–6, 6–3, 6–3-ra legyőzte a szlovák Jarmila Gajdošovát. A második körben a tizennyolcadik kiemelt francia Marion Bartolival került szembe, s az első játszmát megnyerte, de végül 0–6, 6–2, 6–3-as vereséget szenvedett. Ez a verseny karrierje legmeghatározóbb élményei közé tartozik, a Roland Garros pedig a kedvenc Grand Slam-tornája lett.
Wimbledonban szintén a selejtezőben jutott neki hely, de már az első körben kiesett. A US Openen ugyanakkor – karrierje során először egy Grand Slam-tornán – alanyi jogon főtáblára került. Az első fordulóban 6–4, 6–1-re legyőzte az amerikai Audra Cohent, a második körben viszont 6–3, 6–3-ra kikapott a cseh Lucie Šafářovától.
Még a US Open előtt, júliusban, megszerezte hatodik ITF-győzelmét is, s nem sokkal ezután (július 30-án) karrierje során először bekerült a legjobb százba a világranglistán. Az esztendőt is éppen a 100. helyen zárta.

### 2008
Javuló ranglistahelyezésének köszönhetően már gyakrabban tudott felkerülni WTA-tornák selejtezőtáblájára, s mivel arra készült, hogy karrierje során először részt vesz az Australian Openen, elindult két kemény pályás előversenyen is. Gold Coastról és Sydney-ből is sikerélmény nélkül kellett azonban távoznia, mivel egy mérkőzést sem nyert meg. Sydney-ben ráadásul úgy kapott ki a német Julia Görgestől, hogy a második játszmában két mérkőzéslabdája is volt, végül azonban három játszmában alulmaradt.
Az Australian Open első fordulójában addigi legerősebb ellenfelével, a világranglistán hatodik helyen álló orosz Anna Csakvetadzéval került szembe. A verseny színhelyének második legnagyobb stadionja, a Vodafone (mostani Hisense) Arena közönsége előtt elkezdett mérkőzés mindössze három percig tartott, mivel 40–30-nál Petković jobb térdében egy hirtelen irányváltásnál elszakadt az egyik keresztszalag, s fel kellett adnia a meccset.
A térdműtétet követően tizennyolc hétig tartó rehabilitációs kezelésen vett részt, majd az új erőnléti edző, Michael Diehl keze alatt egy nagyon intenzív erősítő és mozgáskoordinációs tréningen nyerte vissza erejét. Mindezeknek köszönhetően szeptemberben teljesen egészségesen térhetett vissza a pályára.
A kihagyott időszak miatt októberben a 465. helyig csúszott vissza a világranglistán, de a szabályok értelmében korábbi helyezésének megfelelő jogokkal indulhatott el az általa kiválasztott versenyeken.
Az év hátralévő részében még kilenc tornán indult el, többnyire ITF-versenyeken. A Stuttgartban és Luxembourgban rendezett WTA-tornákon ezúttal is a selejtezők során esett ki, csak utóbbi versenyen nyert egy mérkőzést. November elején Isztambulban ugyanakkor megnyerte karrierje hetedik ITF-tornáját. Az esztendőt a világranglista 315. helyén fejezte be.

### 2009

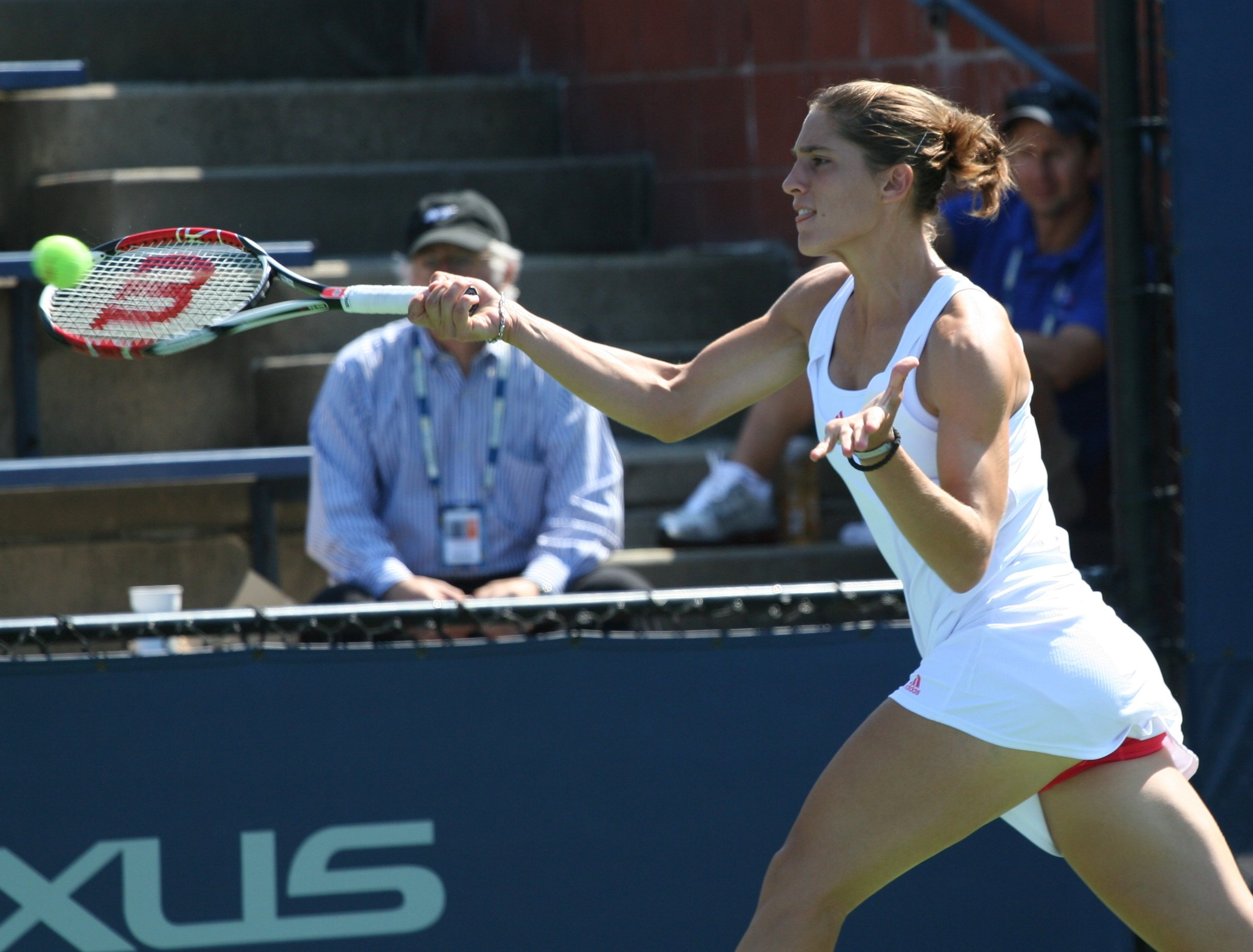
A 2009-es US Openen

Az Australian Open volt az első verseny, amelyiken részt vett ebben az esztendőben. Bár ekkoriban is csupán 385. volt a világranglistán, a szabályoknak megfelelően a főtáblán kapott helyet. Az első fordulóban egy selejtezőből feljutott honfitársával, Kathrin Wörlével került szembe, akit szoros mérkőzésen győzött le. A második fordulóban a tizenötödik kiemelt francia Alizé Cornet volt az ellenfele, akitől gyenge játékot nyújtva kapott ki 6–1, 6–0-ra.
Márciusban először vett részt a két nagy amerikai tornán, a korábban Tier I-es, 2009-től Premier Mandatory kategóriájú Indian Wells-i és miami versenyeken, de a selejtezőkön egyik helyen sem sikerült túljutnia. Április végén kedvenc hazai tornáján, Stuttgartban viszont először nyert mérkőzést, rögtön hármat, így feljutott a főtáblára, ám az első körben háromjátszmás vereséget szenvedett az ötödik kiemelt Szvetlana Kuznyecovától.
Az említett négy versenyen kívül az év első négy hónapjában csak ITF-tornákon vett részt. Kétszer játszott negyeddöntőt, egyszer elődöntőt, két alkalommal jutott döntőbe, május elején pedig Bukarestben megszerezte nyolcadik tornagyőzelmét.
Mindezeknek a sikereknek köszönhetően májusra sikerült ismét olyan helyre kerülnie a világranglistán (112.), hogy felfért a Roland Garros selejtezőtáblájára. Bár ő volt a hetedik kiemelt, nem tudott élni a lehetőséggel, mert már az első mérkőzését elveszítette, s így nem sikerült megismételnie a 2007-es bravúrját. Ezt követően az elődöntőig jutott egy marseille-i ITF-tornán, amelynek köszönhetően a sérülésből való visszatérése óta először tudott bekerülni a legjobb százba. Wimbledonban a főtáblára kerüléshez ez még nem volt elég, s a selejtező nyolcadik kiemeltjeként egy mérkőzést megnyert ugyan, de a második körben vereséget szenvedett.
Július végén viszont elérte pályafutása addigi legnagyobb sikerét. A hónap elején a budapesti versenyen még az első fordulóban búcsúzott, két héttel később azonban az ausztriai Bad Gasteinben rendezett salakos tornán már nem talált legyőzőre. A döntőbe vezető úton két kiemeltet is búcsúztatott, a döntőben pedig 6–2, 6–3-ra legyőzte a román Raluca Olarut. Ugyanezen a tornán játszotta eddigi egyetlen WTA-döntőjét párosban is, de partnerével, a szintén német Tatjana Malekkel 6–2, 6–4-re kikaptak az Andrea Hlaváčková–Lucie Hradecká-párostól.
A következő héten megtartott kemény pályás isztambuli versenyen ismét jó eredményt ért el. Szettet sem veszítve jutott el az elődöntőig, ahol azonban szoros mérkőzésen, fáradtan és sérülten játszva, 6–7(5), 7–5, 7–5-re kikapott a cseh Lucie Hradeckától.
A US Opent felvezető kemény pályás versenyeken kevésbé volt sikeres. Torontóban a második fordulóban, New Havenben pedig az első körben búcsúzott a selejtezők során. A US Openen a főtáblán kapott helyet, de már az első meccsen 6–4, 5–7, 6–3 arányú vereséget szenvedett honfitársától, Angelique Kerbertől.
A szezon során még öt WTA-tornán indult el (ekkoriban már nem vett részt ITF-versenyeken), de egy kivételével mindegyiken az első mérkőzésén kikapott (kétszer a selejtezőben). Szeptember végén viszont a Premier 5-ös tokiói versenyen a selejtezőből indulva egészen a főtábla harmadik fordulójáig jutott, ahol a lengyel Agnieszka Radwańska győzte le őt fordulatos mérkőzésen 6–4, 3–6, 6–3-ra.[V4] Ez a torna azért is emlékezetes számára, mert a második körben először győzött le egy Top 10-es játékost, az akkor a világranglista hatodik helyét elfoglaló Szvetlana Kuznyecovát. A szezont az 56. pozícióban zárta.

### 2010
Első tornáját Brisbane-ben játszotta, ahol két kiemelt játékost is búcsúztatva az elődöntőig jutott. Az első helyen kiemelt Kim Clijstersszel azonban már nem bírt, s 6–4, 6–2-re kikapott. A világranglistán e tornát követően került be először a legjobb ötvenbe, elérve ezzel a 2006-ban kitűzött célt. A német teniszezők rangsorában ekkor már a második helyen állt, csak a huszonkettedik Sabine Lisicki szerepelt nála előkelőbb helyen a világranglistán. Az Australian Openen az előző évihez hasonlóan a második fordulóban esett ki. Az első körben a cseh Renata Voráčovát győzte le 6–2, 6–4-re, aztán 6–1, 6–4-re kikapott a harminckettedik kiemelt spanyol Carla Suárez Navarrótól.
Februárban három év után ismét meghívást kapott az immár a Világcsoportban szereplő német Fed-kupa-válogatottba. A Brnóban megrendezett, csehek elleni összecsapáson két egyéni mérkőzést is játszott, de mindkettőt elveszítette, s végül a párharcot is a csehek nyerték meg 3–2-re.
A kora tavaszi kemény pályás időszakban Párizsban érte el egyik legjobb eredményét, ahol a negyeddöntőben kapott ki az első kiemelt Jelena Gyementyjevától. Dubajban a második körben esett ki, márciusban Indian Wellsben pedig először szerepelhetett egy Premier Mandatory torna főtábláján, de az első körben búcsúzni kényszerült. A másik nagy amerikai tornán, Miamiban már jobb eredményt ért el, mivel a második körben legyőzte a tizedik kiemelt Flavia Pennettát is, utána viszont háromszettes vereséget szenvedett Jaroszlava Svedovától.
A Fed-kupa április végén, Frankfurtban megrendezett rájátszásában mindkét egyéni mérkőzését megnyerte a Franciaország elleni összecsapáson, a mindent eldöntő páros mérkőzésen azonban Kristina Barroisszal az oldalán vereséget szenvedett, így Németország kiesett a Világcsoportból.
A Roland Garrost felvezető Premier 5-ös római és Premier Mandatory kategóriás madridi tornán egyaránt a harmadik körben búcsúzott. Előbbi versenyen először mérkőzött meg egy aktuális világelsővel, a sérülés miatt több hónapos kihagyás után visszatérő Serena Williamsszel. A második szettet megnyerte ugyan a visszafogott teljesítményt nyújtó amerikai játékossal szemben, a mérkőzést azonban elvesztette 6–2, 3–6, 6–0-ra. Madridban a francia Aravane Rezaïjal találkozott a harmadik fordulóban, akit abban az évben már kétszer legyőzött, ezúttal viszont két játszmában alulmaradt.
Mivel Lisicki ekkoriban bokasérülés miatt több hónapig nem versenyzett, Petković a Roland Garrosnak már a legjobban rangsorolt (41.) német játékosként indulhatott neki. Az első fordulóban az orosz Jelena Vesznyinát győzte le három szettben. A második körben a címvédő Szvetlana Kuznyecovával hozta össze a sorsolás, akivel szemben 6–4, 5–4-nél már a meccsért szerválhatott. 40–0-nál három mérkőzéslabdája is volt, majd ugyanabban a játékban egy negyedik is, azonban ki nem kényszerített hibákkal mindegyiket elrontotta. Kuznyecova kihasználta Petković idegeskedését, kiegyenlítette a szetthátrányt, majd a mérkőzést is megnyerte 4–6, 7–5, 6–4-re.
A füves szezon első versenyén, Birminghamben először játszhatott kiemeltként (8.) egy WTA-tornán, sőt, erőnyerőként csak a második fordulóban kellett pályára lépnie, de ott Anna Csakvetadze két játszmában legyőzte őt. Egy héttel később a szintén füves ’s-hertogenboschi tornán bejutott karrierje második WTA-döntőjébe, ahol az első kiemelt, korábbi világelső Justine Heninnel találkozott. A háromjátszmás mérkőzés döntő szettjében Petković már 3–0-ra vezetett, Henin azonban feljavult, és megfordította az állást. Wimbledonban először szerepelhetett a főtáblán, de az első fordulóban két hét után újra kikapott Anna Csakvetadzétől, ezúttal három játszmában.
Júliusban címvédőként ismét elindult a Bad Gastein-i salakos versenyen, ezúttal azonban első kiemeltként már a második fordulóban búcsúzni kényszerült. Alizé Cornet győzte le 6–2, 7–5-re, habár Petkovićnak a második játszmában 5–3-nál három szettlabdája is volt. A következő héten Isztambulban – az előző évihez hasonlóan – ismét az elődöntőig jutott, ahol Jelena Vesznyina állította meg őt egy háromszettes mérkőzésen.
Az amerikai kemény pályás előversenyeken ezúttal sem ért el komolyabb sikert, három tornán összesen egy mérkőzést nyert meg. A US Openen azonban a negyedik fordulóig jutott, ami addigi legjobb teljesítménye volt ezen a tornán. Az első körben a tizenhetedik kiemelt Nagyja Petrovát, a második fordulóban pedig az amerikai Bethanie Mattek-Sandsot is három játszmában győzte le. A harmadik körben Petković nem lépett pályára, mivel soron következő ellenfele, Peng Suaj visszalépett, a nyolcaddöntőben pedig Vera Zvonarjovától kapott ki 6–1, 6–2-re.
Az év hátralévő részében még négy tornán indult el. Szeptember végén Tokióban szinte lemásolta előző évi teljesítményét. A második körben ezúttal is Szvetlana Kuznyecovát győzte le, a harmadik fordulóban pedig megint Agnieszka Radwańskától kapott ki. Pekingben először játszhatott a főtáblán, s egy mérkőzést sikerült megnyernie. A második körben a második kiemelt Vera Zvonarjova búcsúztatta őt 6–4, 6–1-gyel. Linzben hatodik kiemeltként az elődöntőig jutott el, ahol Patty Schnyder két meccslabdáról fordítva győzte le őt 6–2, 4–6, 7–5-re. Moszkvában pedig a második körben volt kénytelen búcsúzni, miután három szettben kikapott Viktorija Azarankától. Az esztendő végén a 32. helyen állt a világranglistán.

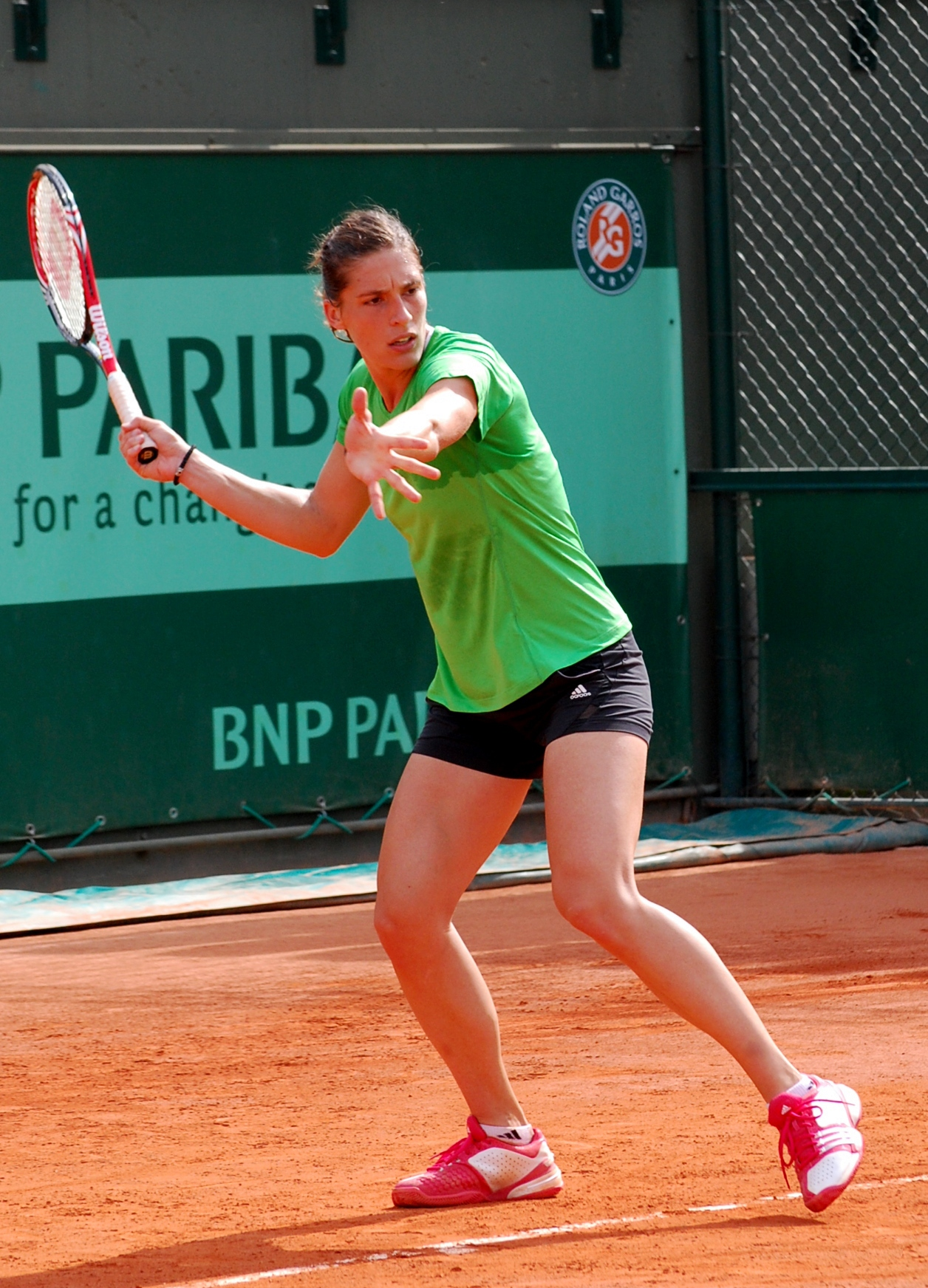
A 2011-es Roland Garroson edzés közben

### 2011
Petković új edzővel vágott neki a 2011-es szezonnak. Korábbi trénere, a holland Glen Schaap – akivel egy évig dolgozott együtt – nem tudott ott lenni minden versenyén, ezért a váltás mellett döntött. A meglehetősen fiatal, mindössze 28 éves szerb Petar Popović lett az edzője, aki egy ideig maga is aktív játékos volt.
Petković az első tornáját Brisbane-ben játszotta, ahol bejutott pályafutása harmadik WTA-döntőjébe. Mindegyik mérkőzését szettveszteség nélkül nyerte meg, de a fináléban Petra Kvitová remek játékot nyújtva fölényes, 6–1, 6–3-as győzelmet aratott felette.
Az Australian Openen először indulhatott el kiemeltként (30.) egy Grand Slam-tornán. Az első fordulóban az amerikai Jill Craybast győzte le két szettben, majd szetthátrányból fordítva a brit Anne Keothavongot is kiejtette. A következő körben a negyedik kiemelt Venus Williamsszel játszott, de a mérkőzés csupán hat percig tartott, mivel Williams az előző meccsén elszenvedett combizomhúzódással állt ki játszani, s az első elveszített játék után fel is adta a mérkőzést. A nyolcaddöntőben Petković Marija Sarapovát győzte le 6–2, 6–3-ra, így karrierje során első alkalommal jutott be a nyolc közé Grand Slam-tornán. A negyeddöntőben azonban 6–2, 6–4-es vereséget szenvedett a kínai Li Na ellen.
Februárban ismét meghívást kapott a Fed-kupára készülő válogatottba, amely ezúttal a szlovénekkel csapott össze Mariborban. A németek 4–1-re megnyerték a párharcot, Petković pedig két egyéni mérkőzést is győzelemmel fejezett be.
Az ezt követő heteket már a Top 30-ban kezdte meg, aminek köszönhetően a legtöbb tornáján kiemeltként indulhatott el ekkortól. A maribori salakos mérkőzések után pár nappal már a kemény pályás párizsi tornán kellett játszania, és – megismételve előző évi teljesítményét – ezúttal is a negyeddöntő jelentette számára a végállomást, ahol Bethanie Mattek-Sandstól kapott ki három szettben. Dubajban is az egy évvel korábbi második körös eredményét tudta megismételni, Indian Wellsben pedig ezúttal a harmadik fordulóig jutott.
Miamiban ismét egy kiváló eredménnyel hívta fel magára a figyelmet. A negyedik fordulóban 7–5, 3–6, 6–3-ra nyert a világranglista-vezető Caroline Wozniacki ellen,[V5] ezzel 1999 óta – amikor a Roland Garros döntőjében Martina Hingis alulmaradt Steffi Graffal szemben – először sikerült egy német játékosnak legyőznie az aktuális világelsőt. A negyeddöntőben a ranglista hetedik helyén álló Jelena Janković sem tudta megállítani őt, így először sikerült egyetlen tornán két Top 10-es játékost legyőznie. Az elődöntőben Marija Sarapovával találkozott, akitől ezúttal három szettben kikapott. Ezzel a teljesítménnyel bekerült a legjobb húszba (19.) a ranglistán.
Áprilisban a Fed-kupa amerikaiak elleni rájátszásában a Világcsoportba való visszajutás volt a tét. A Stuttgartban lejátszott összecsapáson Petković mindkét egyéni mérkőzését megnyerte, s mivel csapattársai sem hibáztak, a német válogatott fölényes, 5–0-s diadalt aratott. A sima győzelem azért is számított remek eredménynek, mert az amerikai csapat ezzel a vereséggel története során először esett ki a Világcsoportból.
A kupameccsek kivételesen a felkészülést is jól szolgálták, mert a következő héten ugyanazon a helyszínen, tehát a stuttgarti Porsche Arenában került sor az éppen esedékes WTA-tornára. Petkovićnak először sikerült ezen a versenyen túljutnia az első fordulón, s a negyeddöntőben ismét összetalálkozott Caroline Wozniackival, ezúttal azonban vesztesen kellett elhagynia a pályát. A madridi és a római tornák kevésbé sikerültek jól, mindkétszer már a második körben búcsúzott, ráadásul nála jóval esélytelenebb ellenfelekkel szemben.
Közvetlenül a Roland Garros előtti héten, Strasbourgban azonban megszerezte pályafutása második WTA-győzelmét. Második kiemeltként, esélyeshez méltóan szettveszteség nélkül jutott el az elődöntőig, ahol Daniela Hantuchovát győzte le szoros, háromszettes mérkőzésen, 2 óra 42 perc alatt. A döntőben ennél könnyebb dolga volt, mivel ellenfele, Marion Bartoli combsérüléssel bajlódott, s Petković 6–4, 1–0-s vezetésénél fel is adta a mérkőzést.
A Roland Garroson az első két fordulót szettveszteség nélkül fejezte be, Bojana Jovanovskit 6–4, 7–6(3)-ra, Lucie Hradeckát 7–6(2), 6–2-re győzte le. Ezt követően Jarmila Gajdošovát, majd Marija Kirilenkót is három játszmában búcsúztatta, így először jutott be a Roland Garros negyeddöntőjébe. Marija Sarapova ellen azonban már nem tudta nyújtani addigi meggyőző játékát, az orosz játékos teljes fölényben játszott, s Petković csupán 0–6, 0–2 után tudott játékot nyerni, a mérkőzés során is mindössze hármat.
A füves szezon kezdetén Eastbourne-ben lépett pályára, ahol az első körben éppen azzal a Venus Williamsszel került szembe, aki januárban ellene játszotta utolsó, feladott mérkőzését, mielőtt több hónapos kihagyásra kényszerült. Egészségesen ezúttal a frissen visszatérő Williams bizonyult jobbnak, három játszmában.
Wimbledonban először sikerült túljutnia az első fordulón, miután 6–3, 6–4-re legyőzte a francia Stéphanie Foretz Gacont, sőt, a második körben is sikerült diadalmaskodnia a kanadai Stéphanie Dubois felett. A legjobb harminckettő között azonban meglepetésre nem bírt a balkezes Kszenyija Pervakkal, a fontos pontokat mind elveszítette, s 6–4, 7–6(2)-os vereséget szenvedett.
Az amerikai kemény pályás szezon első állomásán, Carlsbadban játszmavesztés nélkül jutott el az elődöntőig, ahol azonban három szettben vereséget szenvedett Agnieszka Radwańskától. A mérkőzést egyébként mindketten rosszulléttel küzdve játszották végig, Petković a második játszma közben váratlanul ki is rohant, mert hányinger fogta el.[V6] A tornát követő héten – a WTA történetében hatodik német teniszezőként – először került be a világranglista legjobb tíz játékosa közé. Igaz, csak egy hétig volt ott, mivel Torontóban a negyeddöntőben kiesett (ismét Agnieszka Radwańskától kapott ki), a döntőbe jutó Samantha Stosur pedig visszaelőzte őt. Cincinnatiben az elődöntő jelentette számára a végállomást, Jelena Jankovićtól szenvedett kétjátszmás vereséget. Egy ideig egyébként bizonytalan volt a pályára lépése ezen a mérkőzésen, mivel a negyeddöntőben Nagyja Petrova ellen megsérült a jobb térde, s felmerült, hogy esetleg ismét a korábban műtött elülső keresztszalagjával van gond, de a vizsgálatok ennél enyhébb problémát, porckorongsérülést mutattak ki, ezért kötéssel a lábán, de végigjátszotta a mérkőzést.
A US Openen továbbra is a térdével bajlódott, de orvosa jóváhagyásával elindult a tornán. Az első fordulóban az orosz Jekatyerina Bicskovát győzte le két szettben. A második körben Cseng Csie volt az ellenfele, akivel szemben már 3–6, 0–3-as vesztésre állt, de sikerült megfordítania a mérkőzés állását, s végül 3–6, 6–3, 6–3-ra nyert. Ezt követően Roberta Vincivel játszott, akit magabiztosan játszva, mindössze 67 perc alatt győzött le 6–4, 6–0-ra. A legjobb 16 között Carla Suárez Navarrót is kiejtette, így a szezon során harmadszor jutott be egy Grand Slam-torna negyeddöntőjébe. Ellenfele a továbbra is világelső Caroline Wozniacki volt, akivel szemben az első játszmát mindössze 27 perc alatt elveszítette. A második szettben is 1–3-as, majd 3–5-ös hátrányba került, de sikerült kiegyenlítenie, 6–5-nél pedig már a szettét adogatott. Végül azonban rövidítésre került sor, amelyben Wozniacki bizonyult jobbnak, s 6–1, 7–6(5)-ra megnyerte a mérkőzést.
A US Opent követően tervei szerint Tokióban versenyzett volna legközelebb, térdsérülése azonban továbbra sem jött teljesen rendbe, ezért inkább a pihenés mellett döntött, és visszalépett a tornától. A tokiói verseny után egy héttel, október elején kezdődő pekingi Mandatory tornán már pályára lépett, s Lucie Šafářová, Carla Suárez Navarro, Marion Bartoli, Anasztaszija Pavljucsenkova és Monica Niculescu legyőzésével egészen a döntőig jutott. A fináléban azzal az Agnieszka Radwańskával találkozott, akivel szemben addigi négy egymás elleni mérkőzésük után mindig vesztesen hagyta el a pályát. A maratoni hosszúságú, 2 óra 34 percig tartó finálé első, önmagában is 84 percig tartó játszmáját Radwańska nyerte 7–5-re úgy, hogy Petković 1–4-es vesztésről még egyenlíteni tudott, de aztán újra elveszítette a szerváját. A második játszmát Petković igen magas színvonalú játékkal, mindössze 24 perc alatt nyerte meg 6–0-ra, a harmadik szettben 4–4-nél azonban ismét elveszítette az adogatását, ami döntőnek bizonyult, s végül 6–4-re Radwańskáé lett a döntő játszma, így ő győzött az egymással szembeni ötödik találkozójukon is.[V7] A vereség ellenére Petković a következő heti világranglistán visszakerült a Top 10-be, s elérte eddigi legjobb helyezését, a 9. pozíciót.
Más szempontból azonban – a vereség tényén túl – több negatív következménnyel is járt számára az elveszített mérkőzés. Az első játszma során az egyik labdamenet közben hirtelen a jobb térdéhez kapott, amely még Cincinnatiben sérült meg, de ápolás után – kötéssel a lábán – folytatni tudta a játékot. A következő heti linzi tornát azonban, ahol eredetileg a második kiemelt lett volna, orvosa tanácsára kénytelen volt lemondani. A vereséggel az is biztossá vált, hogy Petković legfeljebb tartalékként juthat szerephez az év végi világbajnokságon.
Végül a szezonban már nem vett részt több versenyen. A linzi után lemondta a luxembourgi tornát is, s bár ranglistahelyezésének és a májusban megnyert strasbourgi International tornának köszönhetően jogosult lett volna elindulni az év végi bajnokok tornáján, végül ott sem lépett pályára.
Az esztendőt a világranglista tizedik helyén zárta. Ezzel Steffi Grafnak az 1998-as év végén birtokolt kilencedik helye óta ő lett az első német teniszezőnő, aki a Top 10-ben fejezte be a szezont.

### 2012

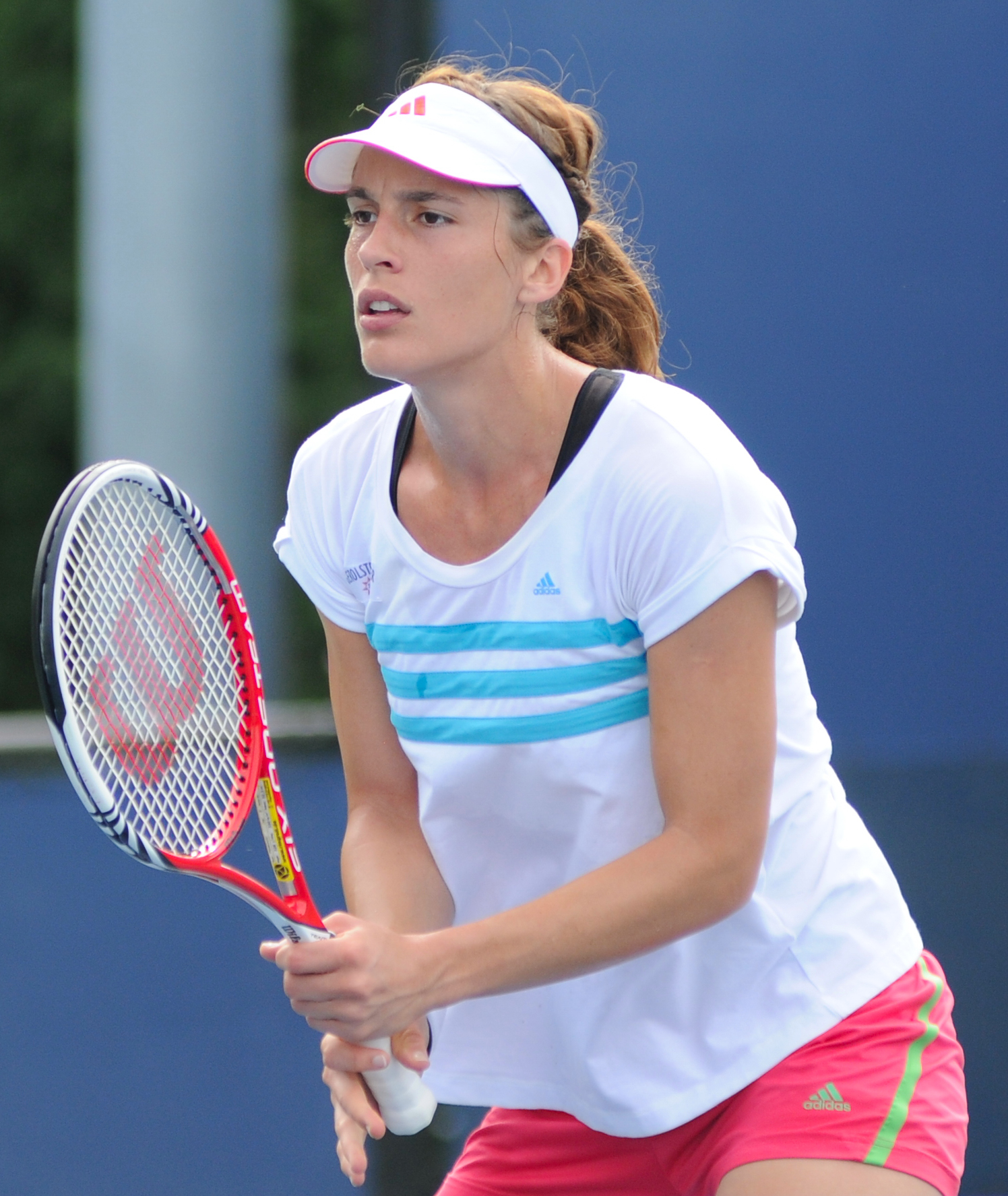
Petković a 2012-es US Openen

Petković 2012-ben is Brisbane-ben kezdte meg a versenyzést. Első mérkőzésén Sahar Peért győzte le három játszmában, majd Barbora Záhlavová-Strýcovát két szettben. A negyeddöntőben Kaia Kanepi volt az ellenfele, akitől 6–1, 7–6(7)-os vereséget szenvedett, így nem tudta megismételni egy évvel korábbi döntős szereplését. A következő héten Sydney-ben lépett pályára, ahol Anasztaszija Pavljucsenkova legyőzése után a második körben hatodik alkalommal is vereséget szenvedett Agnieszka Radwańskától.
Petković játékát és szereplését erősen befolyásolta mindkét torna során, hogy folyamatosan hátfájdalommal küzdött. Már a Peér elleni mérkőzésen ápolni kellett, s csak fájdalomcsillapítókkal tudta folytatni a játékot. Az ekkor már valójában 2-3 hónapja tartó probléma a későbbi mérkőzések során egyre erősebben jelentkezett, 35-40 percnél többet nem tudott fájdalomérzet nélkül játszani, ezért a Radwanska elleni mérkőzést követően úgy döntött, megvizsgáltatja magát MRI-vel és CT-vel is. Az eredmény lesújtó volt számára, mivel a vizsgálat súlyos sérülést, fáradásos törést állapított meg a gerince alsó tájékán. Emiatt kénytelen volt több hónapot kihagyni, s csak március végén kezdhette meg a felkészülést a szezon folytatására.
Visszatérésére április 22-én került sor, amikor a következő heti WTA-tornával azonos helyszínen rendezett ausztrálok elleni Fed-kupa-találkozón Samantha Stosur ellen játszott Stuttgartban, s két szettben vereséget szenvedett. Két nappal később ugyanitt, a Porsche Tennis Grand Prix első fordulójában 6–1, 6–4-re legyőzte honfitársát, Kristina Barroist, a második körben azonban újabb súlyos sérülés érte, miután a világelső Viktorija Azaranka ellen 2–6, 4–4-es állásnál aláfordult a jobb bokája az egyik labdamenet közben, s nem tudta folytatni a mérkőzést. A szerencsétlen mozdulat következtében két bokaszalagja elszakadt, kettő másik pedig meghúzódott, így újabb hosszabb időszakot volt kénytelen kihagyni pályafutásából. Sem a Roland Garroson, sem a wimbledoni tornán nem vett részt, s mivel felépülése a vártnál hosszabb ideig tartott, az olimpián sem tudott elindulni.
Augusztus végén, New Havenben lépett legközelebb pályára, s az első körben három játszmában sikerült legyőznie Babos Tímeát, a második fordulóban azonban már nem bírt a hatodik kiemelt Dominika Cibulkovával, s kétszettes vereséget szenvedett. A US Opentől már az első körben elbúcsúzott, miután 6–2, 7–5-re kikapott a svájci Romina Opranditól. Párosban és vegyes párosban szintén nem tudott mérkőzést nyerni, előbbiben a luxemburgi Mandy Minella, utóbbiban az amerikai Eric Butorac volt a partnere.
Szeptember végén Tokióban versenyzett, ahol szintén az első fordulóban szenvedett háromjátszmás vereséget Petra Martićtól. A pekingi tornát ugyancsak győzelem nélkül zárta egyéniben, mivel kikapott Jelena Jankovićtól, akinek az oldalán párosban sikerült megnyernie egy összecsapást. Linzben másfél hónap után sikerült újra győznie egyéniben, miután két szettben felülmúlta Barbora Záhlavová-Strýcovát, a második körben azonban alulmaradt Ana Ivanovićcsal szemben. Utolsó tornáját Luxembourgban játszotta, ahol a legjobb eredményét érte el a szezon során, játékával már korábbi önmagát idézve. Egészen az elődöntőig jutott, legyőzve többek között Jankovićot, s végül Venus Williams állította meg három szettben két óra 38 perc alatt. Párosban Bethanie Mattek-Sands oldalán szintén elődöntőt vívott, s csak szoros mérkőzésen kaptak ki a későbbi tornagyőztes Andrea Hlaváčková–Lucie Hradecká-kettőstől. Az év utolsó versenye a WTA Challenger sorozat részét alkotó, 125 ezer dollár összdíjazású punei torna volt a számára, ahol az elődöntőben kapott ki a később a viadalt is megnyerő Elina Szvitolinától. A szezont a világranglista 143. helyén zárta.

### 2013

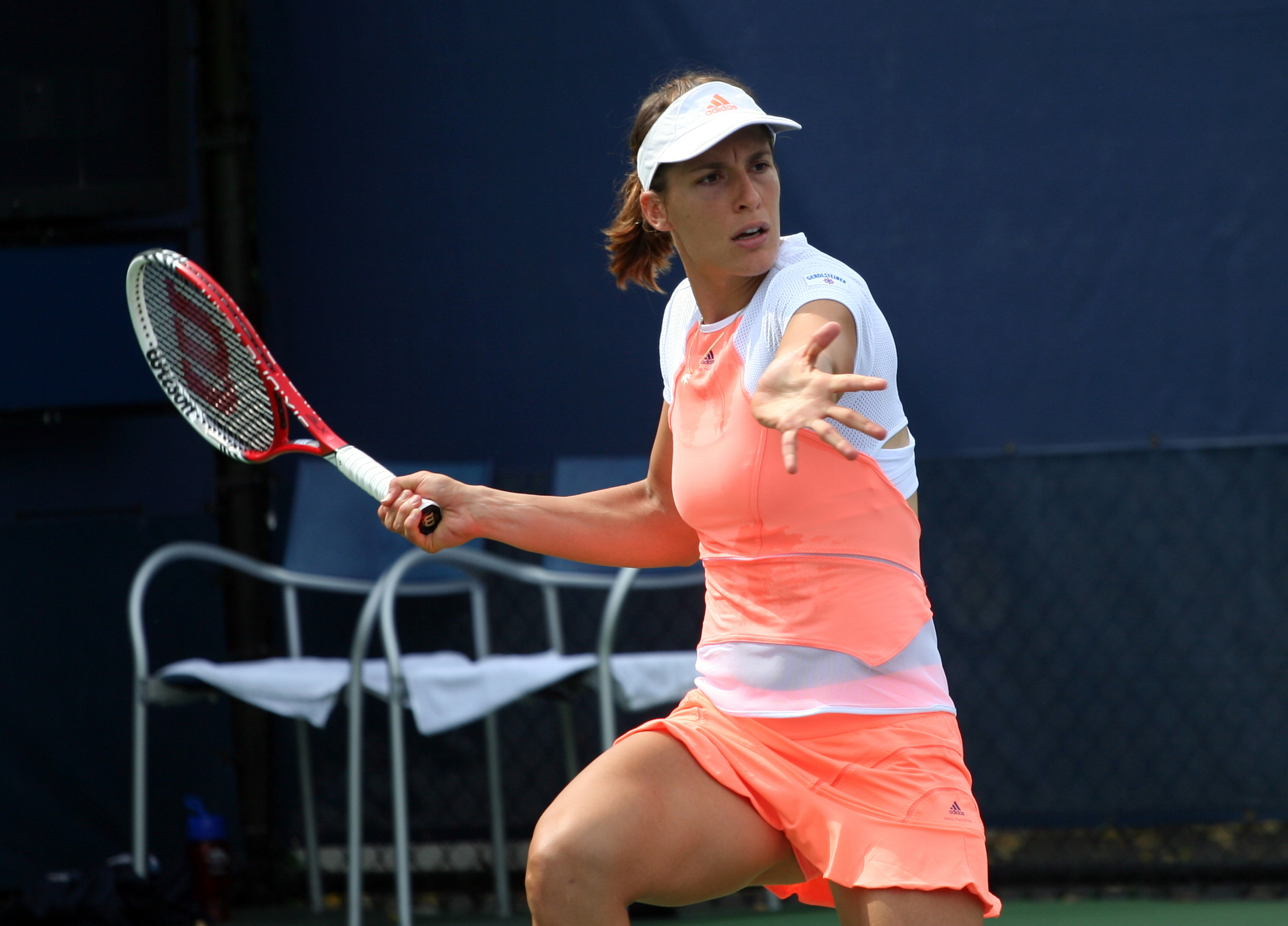
A 2013-as US Openen

Petković már december 29-én, az ausztráliai Perthben rendezett Hopman-kupán megkezdte a 2013-as szezont, szereplése azonban mindössze egy szettig tartott, mivel az ausztrál Ashleigh Barty ellen 6–4-re megnyert első játszma végén elkezdett fájni a 2008-ban és 2011-ben is megsérült jobb térde, s az ápolást követően sem tudta folytatni a játékot. Kiderült, hogy meniszkuszszakadást szenvedett, a műtét miatt pedig újabb két hónapig nem versenyezhetett. A kihagyás miatt a 177. helyre esett vissza a világranglistán.
Legközelebb március elején, az Indian Wells-i torna selejtezőjében lépett pályára szabadkártyával, s az első körben még legyőzte a kazah színekben játszó Julija Putincevát, utána azonban kikapott a Puerto Ricó-i Mónica Puigtól. Miamiban a főtáblára kapott szabadkártyát, s előbb Bojana Jovanovskit, majd a lábsérüléssel bajlódó, s a mérkőzést végül feladó Marion Bartolit búcsúztatta, a harmadik körben viszont vereséget szenvedett a 19 éves horvát Ajla Tomljanovićtól. A charlestoni viadal főtábláján szintén két mérkőzést nyert, a harmadik fordulóban azonban már nem állt ki Caroline Wozniacki ellen vádlisérülés miatt. A stuttgarti főtáblán és a madridi viadal selejtezőjében nyeretlen maradt, majd a Roland Garros kvalifikációjában túljutott az ukrán Nagyija Kicsenokon, utána azonban három játszmában vereséget szenvedett a kínai Csou Ji-miaótól. Június elején több év után ismét elindult egy ITF-tornán Marseille-ben, amelyet szettveszteség nélkül meg is nyert, a döntőben az első kiemelt Anabel Medina Garriguest felülmúlva. Egy héttel később hazai pályán, a Nürnbergben rendezett WTA-tornán ismét jó formát mutatott, s az elődöntőben az első kiemelt Jelena Jankovićot legyőzve bejutott a fináléba, ott azonban 6–3, 6–3-ra kikapott a román Simona Haleptől. Wimbledonban már felfért a főtáblára, s az első körben elbúcsúztatta a francia Pauline Parmentiert, majd szoros mérkőzésen, 2 óra 36 perc alatt 7–6(2), 2–6, 8–6-os vereséget szenvedett az amerikai Sloane Stephenstől. A füves pálya után egy verseny erejéig visszatért a salakos borításhoz, de Bad Gasteinben nem sikerült mérkőzést nyernie, mivel három szettben kikapott a horvát Petra Martićtól.
Az amerikai körversenyt Washingtonban kezdte meg, s négy mérkőzés megnyerésével újabb WTA-döntőt vívhatott, amelyet ezúttal sem tudott megnyerni, miután 6–4, 7–6(2)-ra kikapott a szlovák Magdaléna Rybárikovától. Cincinnatiben selejtezőt kellett játszania, de szettveszteség nélkül jutott túl rajta. Az első körben legyőzte Daniela Hantuchovát, a másodikban azonban kikapott Roberta Vincitől. A US Openen egyesben már az első körben búcsúzni kényszerült Bojana Jovanovskival szemben, párosban szintén nem tudott mérkőzést nyerni, Petra Martić volt a partnere.
Szeptember közepén, Szöulban az első fordulóban kikapott Francesca Schiavonétól, Tokióban legyőzte Vesznyinát, majd vereséget szenvedett Simona Haleptől. Pekingben két mérkőzést nyert meg: Viktorija Azarenka és Szvetlana Kuznyecova legyőzése után Lucie Šafářová bizonyult nála jobbnak. Ezután Linzben lépett pályára, ahol a hazai pályán játszó Yvonne Meusburgert búcsúztatta, de a második körben kikapott az amerikai Sloane Stephenstől. Utolsó tornáját Luxembourgban játszotta, itt is egy mérkőzést nyert: a kanadai Eugenie Bouchard legyőzése után az olasz Karin Knapptól kapott ki két szoros szettben. A szezont a világranglista 39. helyén zárta.

### 2014
Brisbane-ben kezdte meg a versenyzést, s az első kört sikerrel vette, miután legyőzte az amerikai Bethanie Mattek-Sandsot, a második fordulóban azonban kétszettes vereséget szenvedett Serena Williamstől.
Az évad során három tornán is megszerezte a végső győzelmet. Áprilisban  a charlestoni torna döntőjében a szlovák Jana Čepelovát 7–5, 6–2, júliusban a Gastein Ladies fináléjában az amerikai Shelby Rogerst 6–3, 6–3-ra, míg a novemberi WTA Tournament of Champions mindent eldöntő mérkőzésén Flavia Pennettát 1–6, 6–4, 6–3 arányban múlta felül.

### 2015
Ebben a szezonban egy tornát nyert meg, a februárban rendezett Proximus Diamond Games-t, ahol Alison Van Uytvanckot, Dominika Cibulkovát és Barbora Zahlavová-Strýcovát győzte le, a döntőben aztán sérülés miatt Carla Suárez Navarro nem állt ki ellene.

### 2016
A német csapat tagjaként egyéniben és párosban részt vett a 2016. évi riói olimpiai játékokon.

## Fed-kupa

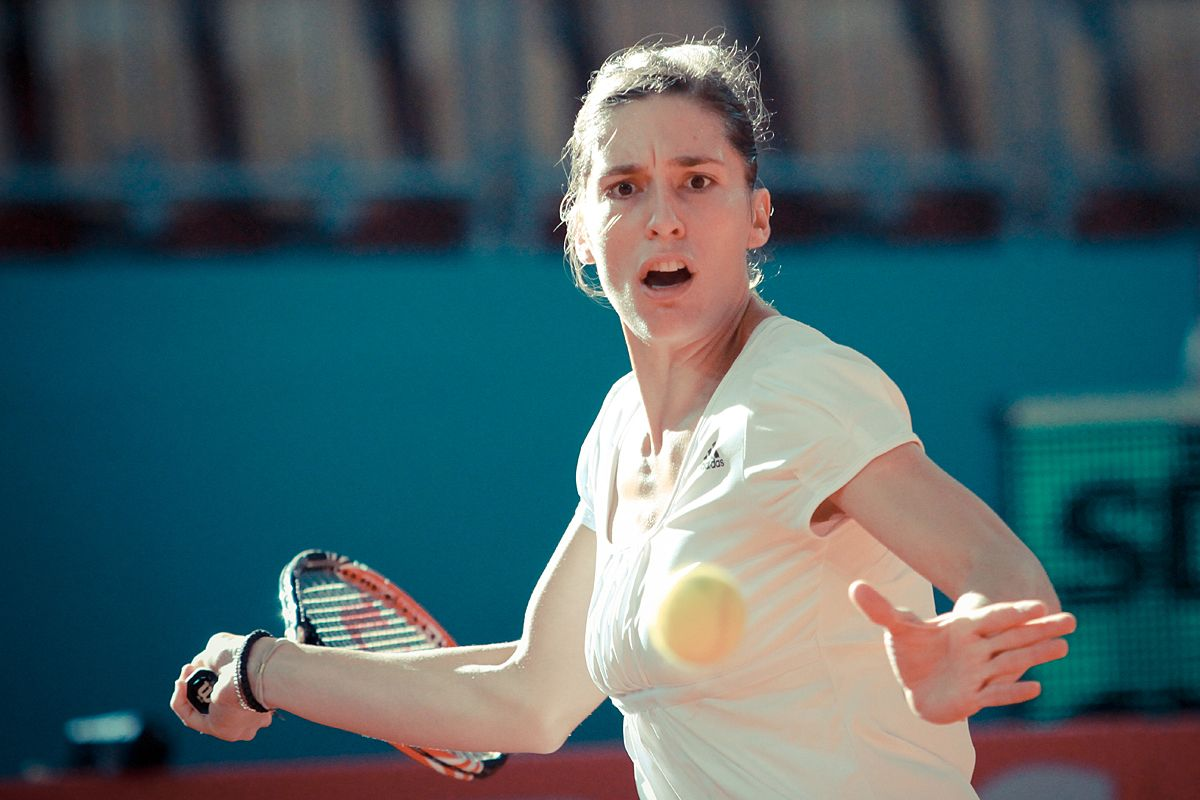
2011-ben a szlovének elleni Fed-kupa-találkozón

2011 májusában Petković megkapta a Fed-kupa második világcsoportjának rájátszásában a Heart Award elnevezésű díjat, amelyet csoportonként minden forduló után az ITF és a torna főszponzora, a BNP Paribas ad a leglelkesebb, legbátrabb, a csapata iránt legelkötelezettebb játékosnak. Az elismerés nem volt váratlan, Petković mindig is szeretett a válogatottban játszani, ráadásul kiváló a csapatszellem a német válogatotton belül.
2007-ben még csupán epizódszerepet töltött be a csapatban, 2010-ben viszont Sabine Lisicki sérülése miatt a csehek és a franciák ellen is neki kellett a legnagyobb felelősséget vállalnia. Mindkét alkalommal két egyéni mérkőzést játszott, sőt, a franciák ellen párosban is pályára lépett. A csehek ellen nem tudott megfelelni az elvárásoknak, mindkét meccsét rengeteg hibával játszva veszítette el, Petra Kvitová és Lucie Hradecká ellen még szettet sem tudott nyerni. Saját bevallása szerint már előre félt a vereségtől, s élete legrosszabb hétvégéjeként jellemezte a történteket.
A franciák elleni összecsapásra mentálisan jobban felkészülve érkezett meg, annak ellenére, hogy az előző heti barcelonai versenyről az izlandi vulkán kitörése miatt elrendelt európai légtérzár következtében busszal volt kénytelen Frankfurba utazni. Pauline Parmentiert és Aravane Rezaït is két szettben sikerült legyőznie, csapattársai, Julia Görges és Tatjana Malek azonban elveszítették a saját mérkőzésüket. Így a páros döntött mindenről, ami nem volt jó előjel a németek számára, mivel legjobb páros játékosuk, Anna-Lena Grönefeld sérülés miatt nem tudott pályára lépni. Petković társa a rossz napot kifogó Kristina Barrois volt, akivel teljesen összeszokatlan kettős benyomását keltették a jól játszó Alizé Cornet–Julie Coin-páros ellen, s két sima játszmában el is veszítették a mérkőzést.
Petković 2011-ben is biztos pontja maradt a válogatottnak, s februárban a szlovének, majd áprilisban az amerikaiak ellen is két egyéni meccset vállalt el. E négy mérkőzés során még játszmát sem veszített, így egyértelműen megerősítette vezető helyét a csapaton belül. Ugyanakkor sok terhet vett le a válláról az a körülmény, hogy februárban Grönefeld, áprilisban pedig az ismét formába lendülő Lisicki is visszatért a csapatba.

## Eredményei Grand Slam-tornákon

### Egyéni
| Grand Slam | Australian Open | Australian Open       | Roland Garros | Roland Garros        | Wimbledon     | Wimbledon          | US Open     | US Open            |
| Év         | Eredmény        | Utolsó ellenfél       | Eredmény      | Utolsó ellenfél      | Eredmény      | Utolsó ellenfél    | Eredmény    | Utolsó ellenfél    |
| 2007       | –               | –                     | 2. kör        | Marion Bartoli       | Selejtező (1) | Selejtező (1)      | 2. kör      | Lucie Šafářová     |
| 2008       | 1. kör          | Anna Csakvetadze      | –             | –                    | –             | –                  | –           | –                  |
| 2009       | 2. kör          | Alizé Cornet          | Selejtező (1) | Selejtező (1)        | Selejtező (2) | Selejtező (2)      | 1. kör      | Angelique Kerber   |
| 2010       | 2. kör          | Carla Suárez Navarro  | 2. kör        | Szvetlana Kuznyecova | 1. kör        | Anna Csakvetadze   | 4. kör      | Vera Zvonarjova    |
| 2011       | Negyeddöntő     | Li Na                 | Negyeddöntő   | Marija Sarapova      | 3. kör        | Kszenyija Pervak   | Negyeddöntő | Caroline Wozniacki |
| 2012       | –               | –                     | –             | –                    | –             | –                  | 1. kör      | Romina Oprandi     |
| 2013       | –               | –                     | Selejtező (2) | Selejtező (2)        | 2. kör        | Sloane Stephens    | 1. kör      | Bojana Jovanovski  |
| 2014       | 1. kör          | Magdaléna Rybáriková  | Elődöntő      | Simona Halep         | 3. kör        | Eugenie Bouchard   | 3. kör      | Caroline Wozniacki |
| 2015       | 1. kör          | Madison Brengle       | 3. kör        | Sara Errani          | 3. kör        | Zarina Dias        | 3. kör      | Konta Johanna      |
| 2016       | 1. kör          | Jelizaveta Kulicskova | 2. kör        | Julija Putyinceva    | 2. kör        | Jelena Vesznyina   | 2. kör      | Belinda Bencic     |
| 2017       | 2. kör          | Barbora Strýcová      | 1. kör        | Varvara Lepchenko    | 1. kör        | Dominika Cibulková | 1. kör      | Jennifer Brady     |
| 2018       | 2. kör          | Lauren Davis          | 3. kör        | Simona Halep         | 2. kör        | Yanina Wickmayer   | 1. kör      | Jeļena Ostapenko   |
| 2019       | 1. kör          | I-C Begu              | 3. kör        | Ashleigh Barty       | 1. kör        | Monica Niculescu   | 3. kör      | Elise Mertens      |
| 2020       | –               | –                     | 1. kör        | Cvetana Pironkova    | elmaradt      | elmaradt           | –           | –                  |
| 2021       | 1. kör          | Unsz Dzsábir          | 1. kör        | Karolína Muchová     | 2. kör        | Barbora Krejčíková | 2. kör      | Garbiñe Muguruza   |
| 2022       | 1. kör          | Barbora Krejčíková    | 2. kör        | Viktorija Azaranka   | 1. kör        | Viktorija Golubic  | 1. kör      | Belinda Bencic     |

### Páros
| Grand Slam | Australian Open            | Australian Open                    | Roland Garros            | Roland Garros                    | Wimbledon               | Wimbledon                         | US Open                 | US Open                        |
| Év         | Eredmény Partner           | Utolsó ellenfél                    | Eredmény Partner         | Utolsó ellenfél                  | Eredmény Partner        | Utolsó ellenfél                   | Eredmény Partner        | Utolsó ellenfél                |
| 2009       | –                          | –                                  | –                        | –                                | 1. kör Tatjana Malek    | Sz. Kuznyecova A. Mauresmo        | 2. kör Tatjana Malek    | M. Kirilenko J. Vesznyina      |
| 2010       | 1. kör Tatjana Malek       | C. Black L. Huber                  | 1. kör Tatjana Malek     | D. Hantuchová C. Wozniacki       | 1. kör Tatjana Malek    | Bacsinszky T. T. Garbin           | 1. kör Tatjana Malek    | A. Glatch C. Vandeweghe        |
| 2011       | 1. kör Tatjana Malek       | S. Peér Peng S.                    | 3. kör Julia Görges      | N. Petrova A. Rodionova          | 2. kör Ana Ivanović     | N. Petrova A. Rodionova           | 2. kör Julia Görges     | A. Hlaváčková L. Hradecká      |
| 2012       | –                          | –                                  | –                        | –                                | –                       | –                                 | 1. kör Mandy Minella    | J. Craybas C. Scheepers        |
| 2013       | –                          | –                                  | 1. kör Angelique Kerber  | Cara Black M. Eraković           | 2. kör Flavia Pennetta  | L. Huber Sz. Mirza                | 1. kör Petra Martić     | P. Hercog L. Raymond           |
| 2014       | 2. kör Annika Beck         | Jarmila Gajdošová Ajla Tomljanović | 3. kör M Rybáriková      | Sara Errani Roberta Vinci        | Elődöntő M Rybáriková   | Babos Tímea Kristina Mladenovic   | 1. kör M Rybáriková     | Martina Hingis Flavia Pennetta |
| 2015       | 1. kör M Rybáriková        | Caroline Garcia Katarina Srebotnik | 1. kör Sabine Lisicki    | A. Kudrjavceva A. Pavljucsenkova | 1. kör M Rybáriková     | A. Kudrjavceva A. Pavljucsenkova  | –                       | –                              |
| 2016       | 1. kör Jelena Janković     | Y Bonaventure Raluca Olaru         | 2. kör Sabine Lisicki    | Hszü Ji-fan Cseng Szaj-szaj      | 1. kör Kirsten Flipkens | Konta Johanna Maria Sanchez       | 2. kör Jeļena Ostapenko | Babos Tímea J Svedova          |
| 2017       | Negyeddöntő M Lučić-Baroni | Hozumi Eri Kato Miju               | 2. kör M Lučić-Baroni    | Daria Gavrilova A Pavljucsenkova | 2. kör M Lučić-Baroni   | Lucie Hradecká Kateřina Siniaková | 1. kör M Lučić-Baroni   | Gabriela Dabrowski Hszü Ji-fan |
| 2018       | 1. kör M Lučić-Baroni      | I-C Begu Monica Niculescu          | 1. kör Hszie Su-vej      | Csan Hao-csing Jang Csao-hszüan  | 2. kör Kaia Kanepi      | B Mattek-Sands Lucie Šafářová     | 1. kör Kaia Kanepi      | Kiki Bertens Johanna Larsson   |
| 2019       | 1. kör Mónica Puig         | Hozumi Eri Alicja Rosolska         | 2. kör Sofia Kenin       | Lucie Hradecká Andreja Klepač    | 1. kör Sofia Kenin      | Nagyija Kicsenok Abigail Spears   | –                       | –                              |
| 2020       | –                          | –                                  | 1. kör Y Wickmayer       | Cornelia Lister Shelby Rogers    | elmaradt                | elmaradt                          | –                       | –                              |
| 2021       | –                          | –                                  | –                        | –                                | –                       | –                                 | 2. kör Ajla Tomljanović | Nagyija Kicsenok Raluca Olaru  |
| 2022       | 3. kör Jaqueline Cristian  | Kirsten Flipkens S Sorribes Tormo  | 1. kör Tereza Martincová | Kato Miju Aldila Sutjiadi        | 2. kör Jule Niemeier    | Hszü Ji-fan Jang Csao-hszüan      |                         |                                |

### Vegyes páros
| Grand Slam | Australian Open       | Australian Open         | Roland Garros    | Roland Garros   | Wimbledon              | Wimbledon            | US Open               | US Open                  |
| Év         | Eredmény Partner      | Utolsó ellenfél         | Eredmény Partner | Utolsó ellenfél | Eredmény Partner       | Utolsó ellenfél      | Eredmény Partner      | Utolsó ellenfél          |
| 2010       | –                     | –                       | –                | –               | 1. kör Philipp Marx    | J. Knowle J. Svedova | 1. kör M. Fyrstenberg | N. Zimonjić K. Srebotnik |
| 2011       | 1. kör M. Fyrstenberg | M. Bhúpati A. Rodionova | –                | –               | 3. kör Feliciano López | B. Bryan L. Huber    | –                     | –                        |
| 2012       | –                     | –                       | –                | –               | –                      | –                    | 1. kör Eric Butorac   | Sz. Mirza C. Fleming     |

## Statisztikák

### Borítás szerint
A táblázat az egyéni mérkőzéseket tartalmazza.
| Borítás                    | 2002 | 2003 | 2004  | 2005  | 2006  | 2007  | 2008  | 2009  | 2010  | 2011  | 2012  | 2013  | 2014  | 2015  | 2016  | 2017  | 2018  | 2019  | 2020 | 2021  | Karrier* |
| -------------------------- | ---- | ---- | ----- | ----- | ----- | ----- | ----- | ----- | ----- | ----- | ----- | ----- | ----- | ----- | ----- | ----- | ----- | ----- | ---- | ----- | -------- |
| Kemény pálya               | 0–0  | 0–0  | 2–1   | 3–8   | 7–8   | 15–13 | 8–6   | 16–15 | 22–17 | 35–11 | 11–9  | 15–10 | 20–17 | 20–18 | 13–13 | 17–15 | 21–16 | 11–12 | 0–0  | 5–11  | 241–200  |
| Salakos pálya              | 0–1  | 0–1  | 21–9  | 20–9  | 26–10 | 22–10 | 5–2   | 25–8  | 8–6   | 17–4  | 1–2   | 12–5  | 19–5  | 7–3   | 3–6   | 5–7   | 6–6   | 5–5   | 0–1  | 9–4   | 211–104  |
| Füves pálya                | 0–0  | 0–0  | 0–0   | 0–0   | 0–0   | 0–1   | 0–0   | 0–0   | 4–3   | 2–2   | 0–0   | 1–1   | 3–2   | 4–3   | 4–3   | 5–4   | 1–2   | 1–3   | 0–0  | 2–3   | 27–27    |
| Szőnyegborítás             | 0–1  | 1–1  | 0–0   | 0–0   | 0–0   | 4–2   | 1–3   | 4–1   | 0–0   | 0–0   | 0–0   | 0–0   | 0–0   | 0–0   | 0–0   | 0–0   | 0–0   | 0–0   | 0–0  | 0–0   | 10–8     |
| Nyert-vesztett meccsek     | 0–2  | 1–2  | 23–10 | 23–17 | 33–18 | 41–26 | 14–11 | 45–24 | 34–26 | 54–17 | 12–11 | 28–16 | 42–24 | 31–24 | 20–22 | 27–26 | 28–24 | 26–27 | 0–1  | 16–18 | 498–346  |
| Tornagyőzelmek**           | 0    | 0    | (2)   | (2)   | (1)   | (1)   | (1)   | 1(1)  | 0     | 1     | 0     | (1)   | 3     | 1     | 0     | 0     | 0     | 0     | 0    | 1     | 7(9)     |
| Döntők**                   | 0    | 0    | 0     | 0     | (1)   | (1)   | 0     | (2)   | 1     | 2     | 0     | 2     | 0     | 0     | 0     | 0     | 0     | 0     | 0    | 2     | 7(4)     |
| Világranglista-helyezés*** | –    | –    | 416.  | 338.  | 238.  | 100.  | 315.  | 56.   | 32.   | 10.   | 143.  | 39.   | 14.   | 24.   | 56.   | 97.   | 64.   | 79.   | 102. | 76.   |          |

*2021. november 28-án
**Zárójelben az ITF-tornákon elért győzelmek és döntők száma
*** Év végén

### Pénzdíjak
A táblázat csak az egyéni tornagyőzelmeket tartalmazza.
| Év       | GS-győzelem | WTA-győzelem | ITF-győzelem | Megnyert tornák | Pénzdíjazás ($) | Rangsor |
| -------- | ----------- | ------------ | ------------ | --------------- | --------------- | ------- |
| 2002     | 0           | 0            | 0            | 0               | 1250            | N/A     |
| 2003     | 0           | 0            | 0            | 0               | 490             | 1250.   |
| 2004     | 0           | 0            | 2            | 2               | 7237            | 482.    |
| 2005     | 0           | 0            | 2            | 2               | 11 387          | N/A     |
| 2006     | 0           | 0            | 1            | 1               | 15 047          | N/A     |
| 2007     | 0           | 0            | 1            | 1               | 102 059         | 135.    |
| 2008     | 0           | 0            | 1            | 1               | 31 581          | N/A     |
| 2009     | 0           | 1            | 1            | 2               | 189 405         | 95.     |
| 2010     | 0           | 0            | 0            | 0               | 448 551         | 47.     |
| 2011     | 0           | 1            | 0            | 1               | 1 652 271       | 13.     |
| 2012     | 0           | 0            | 0            | 0               | 121 388         | N/A     |
| 2013     | 0           | 0            | 1            | 1               | 320 835         | 82.     |
| 2014     | 0           | 0            | 3            | 3               | 1 567 721       | 17.     |
| 2015     | 0           | 0            | 1            | 1               | 1 084 935       | 29.     |
| 2016     | 0           | 0            | 0            | 0               | 638 678         | 49.     |
| 2017     | 0           | 0            | 0            | 0               | 418 137         | 85.     |
| 2018     | 0           | 0            | 0            | 0               | 521 606         | 70.     |
| 2019     | 0           | 0            | 0            | 0               | 643 218         | 64.     |
| 2020     | 0           | 0            | 0            | 0               | 74 580          | 208.    |
| 2021     | 0           | 1            | 0            | 1               | 533 660         | 73.     |
| Karrier* | 0           | 7            | 9            | 16              | 8 374 036       | 67.     |

*2020. november 23-án

## WTA-döntői

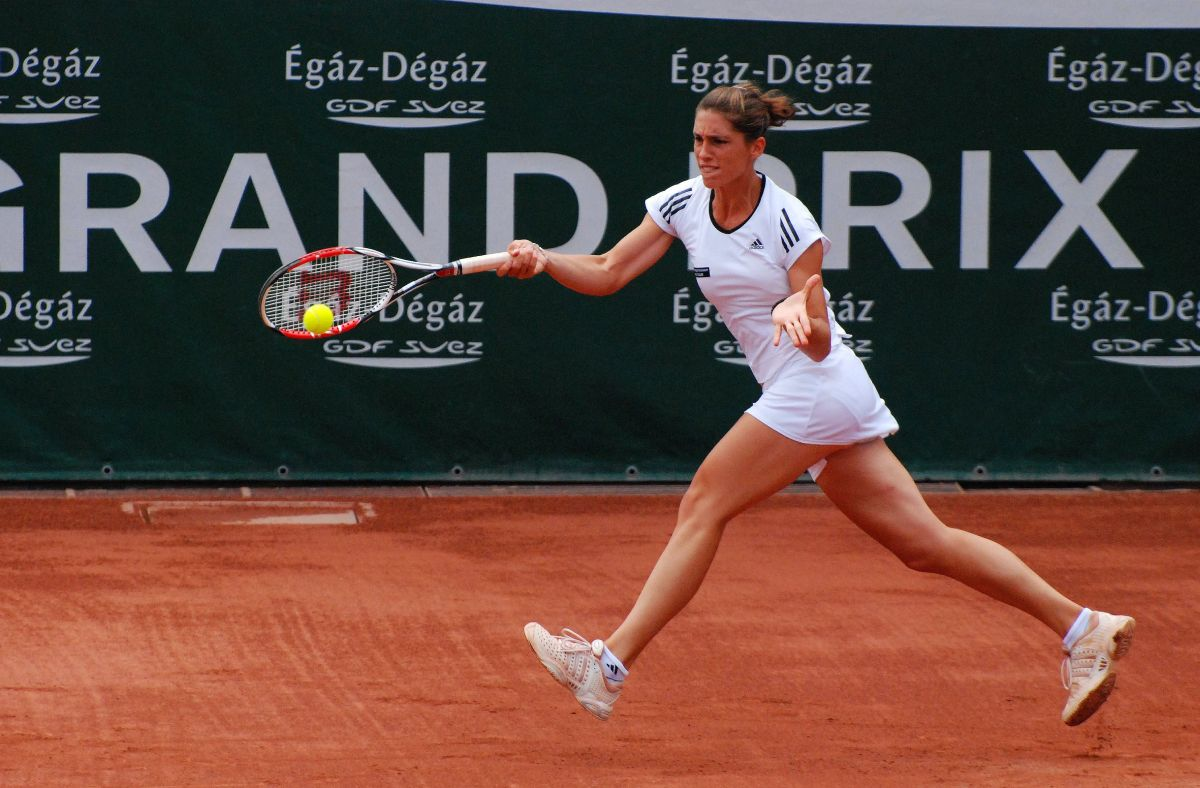
2009-ben a Budapest Grand Prix-n

### Egyéni

#### Győzelmei (7)
| Összesítés                                   |                               |
| Grand Slam-torna (0)                         |                               |
| Premier Mandatory (0)                        | WTA 1000 (mandatory)* (0)     |
| Premier Five (0)                             | WTA 1000 (non-mandatory)* (0) |
| Premier (2)                                  | WTA 500* (0)                  |
| International (3)                            | WTA 250* (1)                  |
| Tournament of Champions/WTA Elite Trophy (1) |                               |

*2021-től megváltozott a tornák kategóriáinak elnevezése.
|    | Dátum              | Torna                                    | Borítás    | Ellenfél a döntőben  | Eredmény         |
| 1. | 2009. július 26.   | Nürnberger Gastein Ladies, Bad Gastein   | Salak      | Raluca Olaru         | 6–2, 6–3         |
| 2. | 2011. május 21.    | Internationaux de Strasbourg, Strasbourg | Salak      | Marion Bartoli       | 6–4, 1–0 feladta |
| 3. | 2014. április 6.   | WTA Charleston, Charleston               | Salak      | Jana Čepelová        | 7–5, 6–2         |
| 4. | 2014. július 13.   | Gastein Ladies, Bad Gastein              | Salak      | Shelby Rogers        | 6–3, 6–3         |
| 5. | 2014. november 2.  | WTA Tournament of Champions, Szófia      | Kemény (f) | Flavia Pennetta      | 1–6, 6–4, 6–3    |
| 6. | 2015. február 15.  | Proximus Diamond Games, Antwerpen        | Kemény (f) | Carla Suárez Navarro | játék nélkül     |
| 7. | 2021. augusztus 8. | Winners Open, Kolozsvár                  | Salak      | Mayar Sherif         | 6–1, 6–1         |

#### Elveszített döntői (6)
|    | Dátum              | Torna                                 | Borítás | Ellenfél a döntőben  | Eredmény      |
| 1. | 2010. június 19.   | UNICEF Open, ’s-Hertogenbosch         | Fű      | Justine Henin        | 6–3, 3–6, 4–6 |
| 2. | 2011. január 8.    | Brisbane International, Brisbane      | Kemény  | Petra Kvitová        | 1–6, 3–6      |
| 3. | 2011. október 9.   | China Open, Peking                    | Kemény  | Agnieszka Radwańska  | 5–7, 6–0, 4–6 |
| 4. | 2013. június 15.   | Nürnberger Versicherungscup, Nürnberg | Salak   | Simona Halep         | 3–6, 3–6      |
| 5. | 2013. augusztus 4. | Citi Open, Washington                 | Kemény  | Magdaléna Rybáriková | 4–6, 6–7(2)   |
| 6. | 2021. július 11.   | Hamburg European Open, Hamburg        | Salak   | Elena-Gabriela Ruse  | 6–7(6), 4–6   |

### Páros
| Összesítés                   |
| Grand Slam-torna (0)         |
| WTA 1000 (kötelező)* (0)     |
| WTA 1000 (nem kötelező)* (0) |
| WTA 500* (1)                 |
| WTA 250* (0)                 |

#### Győzelmei (1)
|    | Dátum            | Torna                                                           | Borítás | Partner       | Ellenfél a döntőben               | Eredmény |
| 1. | 2021. október 3. | Chicago Fall Tennis Classic, Chicago, Amerikai Egyesült Államok | Kemény  | Květa Peschke | Caroline Dolehide Coco Vandeweghe | 6–3, 6–1 |

#### Elveszített döntői (2)
|    | Dátum            | Torna                                  | Borítás | Partner          | Ellenfél a döntőben              | Eredmény |
| 1. | 2009. július 26. | Nürnberger Gastein Ladies, Bad Gastein | Salak   | Tatjana Malek    | Andrea Hlaváčková Lucie Hradecká | 2–6, 4–6 |
| 2. | 2016. január 9.  | Brisbane International, Brisbane       | Kemény  | Angelique Kerber | Martina Hingis Szánija Mirza     | 5–7, 1–6 |

## ITF-döntői

### Egyéni
| $100,000 torna (2–0) |
| $75,000 torna (0–0)  |
| $50,000 torna (1–2)  |
| $25,000 torna (2–2)  |
| $10,000 torna (4–0)  |

#### Győzelmei (9)
|    | Dátum                | Torna               | Borítás    | Ellenfél a döntőben     | Eredmény |
| 1. | 2004. május 16.      | Antalya             | Salak      | Katerina Avgyijenko     | 6–3, 6–4 |
| 2. | 2004. június 20.     | Podgorica           | Salak      | Danica Krstajić         | 6–1, 6–3 |
| 3. | 2005. június 26.     | Davos               | Salak      | Janette Bejlková        | 6–4, 6–2 |
| 4. | 2005. szeptember 4.  | Alphen aan den Rijn | Salak      | Eva Pera                | 7–5, 7–5 |
| 5. | 2006. szeptember 17. | Szófia              | Salak      | Simona-Iulia Matei      | 7–5, 7–5 |
| 6. | 2007. július 22.     | Contrexeville       | Salak      | Kszenyija Milevszkaja   | 6–2, 6–0 |
| 7. | 2008. november 2.    | Isztambul           | Kemény (f) | Ána Jeraszímu           | 6–2, 6–2 |
| 8. | 2009. május 10.      | Bukarest            | Salak      | Stefanie Vögele         | 6–3, 6–2 |
| 9. | 2013. június 9.      | Marseille           | Salak      | Anabel Medina Garrigues | 6–4, 6–2 |

#### Elveszített döntői (4)
|    | Dátum               | Torna               | Borítás | Ellenfél a döntőben | Eredmény      |
| 1. | 2006. szeptember 3. | Alphen aan den Rijn | Salak   | Marina Eraković     | 6–4, 2–6, 5–7 |
| 2. | 2007. április 29.   | Torrent             | Salak   | Raluca Olaru        | 4–6, 7–5, 4–6 |
| 3. | 2009. április 5.    | Latina              | Salak   | Julia Schruff       | 5–7, 6–7(0)   |
| 4. | 2009. április 19.   | Civitavecchia       | Salak   | Polona Hercog       | 2–6, 4–6      |

### Páros
| $100,000 torna (0–0) |
| $75,000 torna (0–0)  |
| $50,000 torna (1–0)  |
| $25,000 torna (0–1)  |
| $10,000 torna (2–1)  |

#### Győzelmei (3)
|    | Dátum               | Torna     | Borítás | Partner         | Ellenfél a döntőben               | Eredmény         |
| 1. | 2004. június 20.    | Podgorica | Salak   | Szofja Avakova  | Ljiljana Nanušević Marta Šimić    | 6–3 feladták     |
| 2. | 2005. június 26.    | Davos     | Salak   | Zuzana Hejdová  | Petra Cetkovská Sandra Martinović | 6–3, 6–2         |
| 3. | 2008. szeptember 5. | Maribor   | Salak   | Carmen Klaschka | Nagy Kira Nasztasszja Jakimava    | 6–0, 2–6, [10–3] |

#### Elveszített döntői (2)
|    | Dátum            | Torna  | Borítás    | Partner         | Ellenfél a döntőben               | Eredmény |
| 1. | 2005. március 6. | Buchen | Kemény (f) | Korina Perkovic | Mervana Jugić-Salkić Darija Jurak | 2–6, 2–6 |
| 2. | 2007. június 30. | Padova | Salak      | Vanessa Henke   | Maret Ani Marina Eraković         | 4–6, 4–6 |

## Videók listája
- ↑ V1:  Andrea Petkovic vs Anna Chakvetadze. YouTube, 2008. március 16. (Hozzáférés: 2011. május 29.)
- ↑ V2:  Petkovic dance.wmv. YouTube, 2010. szeptember 3. (Hozzáférés: 2011. május 31.)
- ↑ V3:  Andrea Petkovic–Monica Niculescu 2:0, – Petko dens. YouTube, 2011. október 8. (Hozzáférés: 2011. október 9.)
- ↑ V4:  Tokyo: A.Radwanska vs. Petkovic. WTA Tennis, 2009. szeptember 30. (Hozzáférés: 2011. június 15.)
- ↑ V5:  Miami: Petkovic vs. Wozniacki. WTA Tennis, 2011. március 28. (Hozzáférés: 2011. július 25.)
- ↑ V6:  Carlsbad: Radwanska vs. Petkovic. WTA Tennis, 2011. augusztus 6. (Hozzáférés: 2011. augusztus 7.)
- ↑ V7:  Beijing: Final Highlights. WTA Tennis, 2011. október 9. (Hozzáférés: 2011. október 9.)